# Pardaliparus
Genre
Pardaliparus est un genre de passereaux de la famille des Paridae.

## Liste des espèces
Selon la classification de référence du Congrès ornithologique international (version 6.4, 2016) :
- Pardaliparus amabilis (Sharpe, 1877), la Mésange de Palawan.
- Pardaliparus elegans (Lesson, R, 1831)
  - Pardaliparus elegans albescens McGregor, 1907
  - Pardaliparus elegans bongaoensis (Parkes, 1958)
  - Pardaliparus elegans edithae McGregor, 1907
  - Pardaliparus elegans elegans (Lesson, R, 1831)
  - Pardaliparus elegans gilliardi (Parkes, 1958)
  - Pardaliparus elegans mindanensis Mearns, 1905
  - Pardaliparus elegans montigenus Hachisuka, 1930
  - Pardaliparus elegans suluensis Mearns, 1916
  - Pardaliparus elegans visayanus Hachisuka, 1930
- Pardaliparus venustulus (Swinhoe, 1870), la Mésange gracieuse.